# Fürstin-Hedwig-Schule

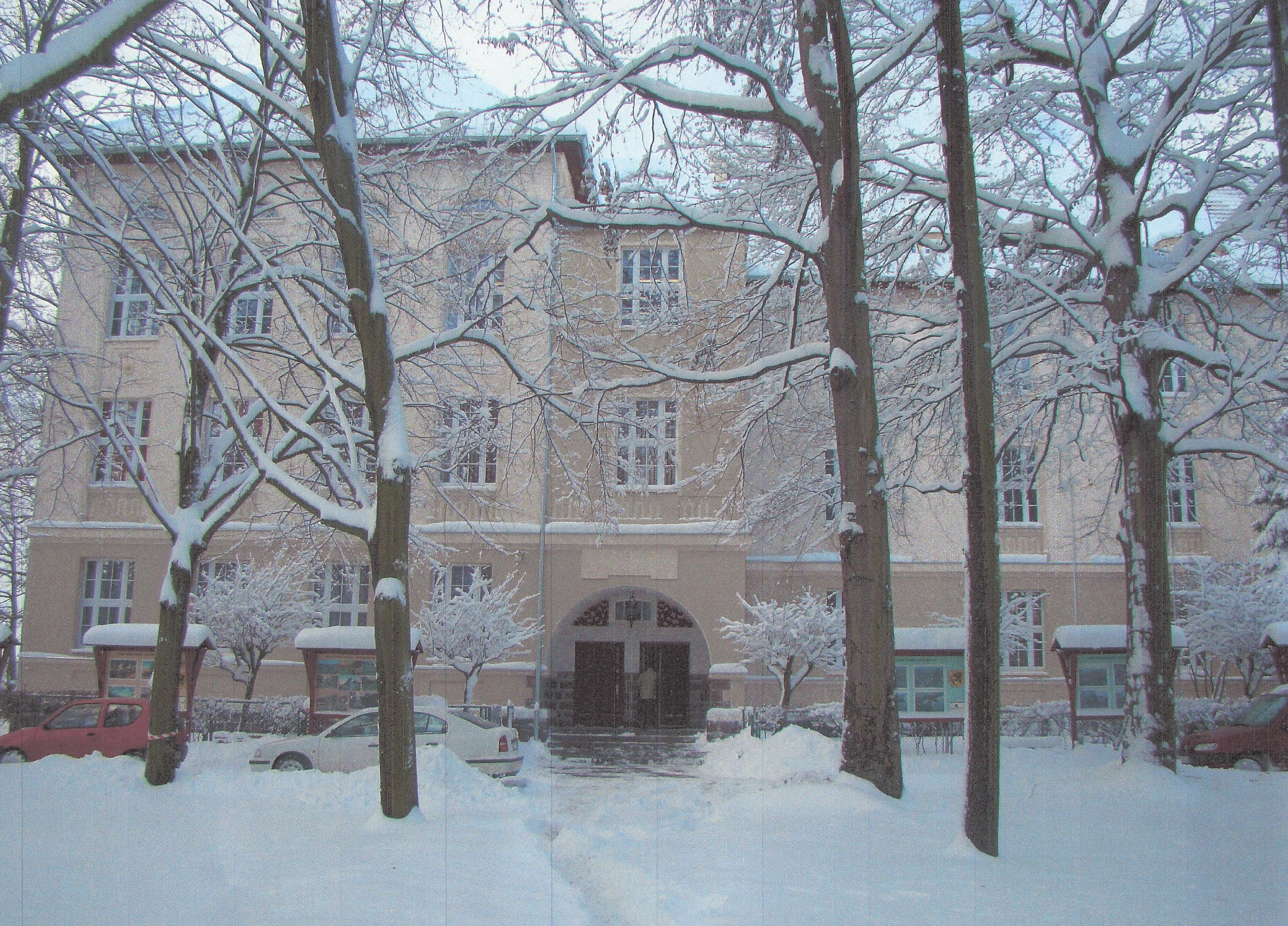
Fürstin-Elisabeth-Lyzeum

Die Fürstin-Hedwig-Schule war ein Gymnasium in Neustettin in der Provinz Pommern. 

## Geschichte
Nach der Einführung der Reformation im Herzogtum Pommern wurde in Neustettin eine städtische Schule gegründet. Um 1625 baten Bürgermeister und Stadtrat den pommerschen Herzog um finanzielle Unterstützung für die Erweiterung der Stadtschule durch die Anstellung eines Lehrers zur „Einführung höherer Lektionen“. 
Fürstin Hedwig von Braunschweig-Wolfenbüttel, die Witwe des Herzogs Ulrich von Pommern, lebte seit 1623 an ihrem Witwensitz Neustettin. 1640 stiftete sie eine evangelische Lateinschule, indem sie zwei höhere Lehrstellen einrichtete. Nach ihrem Willen sollte die Schule nicht nur der einheimischen Bevölkerung, sondern auch der Jugend in den angrenzenden, unter polnischer Oberhoheit stehenden, Gebieten als höhere Bildungseinrichtung offenstehen. In der südwestlich von Neustettin gelegenen Starostei Draheim waren 1625 im Zuge der polnischen Gegenreformation die evangelischen Geistlichen des Landes verwiesen und die evangelischen Kirchen und Schulen geschlossen worden.
Die Fürstin berief den aus Neustettin stammenden Magister Christian Nasse zum Rektor, der von 1633 bis 1635 Professor am Collegium Groeningianum in Stargard war. Konrektor wurde Petrus Ernesti aus Kronstadt in Siebenbürgen. Den Lehrstellen wurde ein „Inspector collegii et scholae restauratae“ zur Seite gestellt, der selbst sechs Stunden Unterricht in der Woche geben sollte. Diese Funktion wurde dem jeweiligen Praepositus von Neustettin übertragen, zu dieser Zeit Gregor Lagus. Außerdem bestimmte die Fürstin einen juristisch gebildeten Kurator als verantwortlich für die Berufung und Bezahlung der Lehrkräfte sowie die Durchführung der Prüfungen. Erster Kurator war der Landrat Otto Rüdiger von Glasenapp.
Als die Fürstin 1650 gestorben war, sicherten ihr 1645 verfasstes Testament und ein Hofreskript des Kurfürsten Friedrich Wilhelm von Brandenburg den Fortbestand der Schule. Fürstin Hedwig hatte verfügt, dass bei Untergang oder Verwendung der Stiftung „in prophanem Gebrauch“, die Gelder an die herzogliche Regierung zu Braunschweig zur Verbesserung der Professorengehälter an der Universität Helmstedt zu überweisen seien. Diese Bestimmungen verhinderten später angedachte Verlegungen des Gymnasiums nach Kolberg, Köslin oder Stettin. Vielmehr folgte ein Schulneubau.

### Preußen

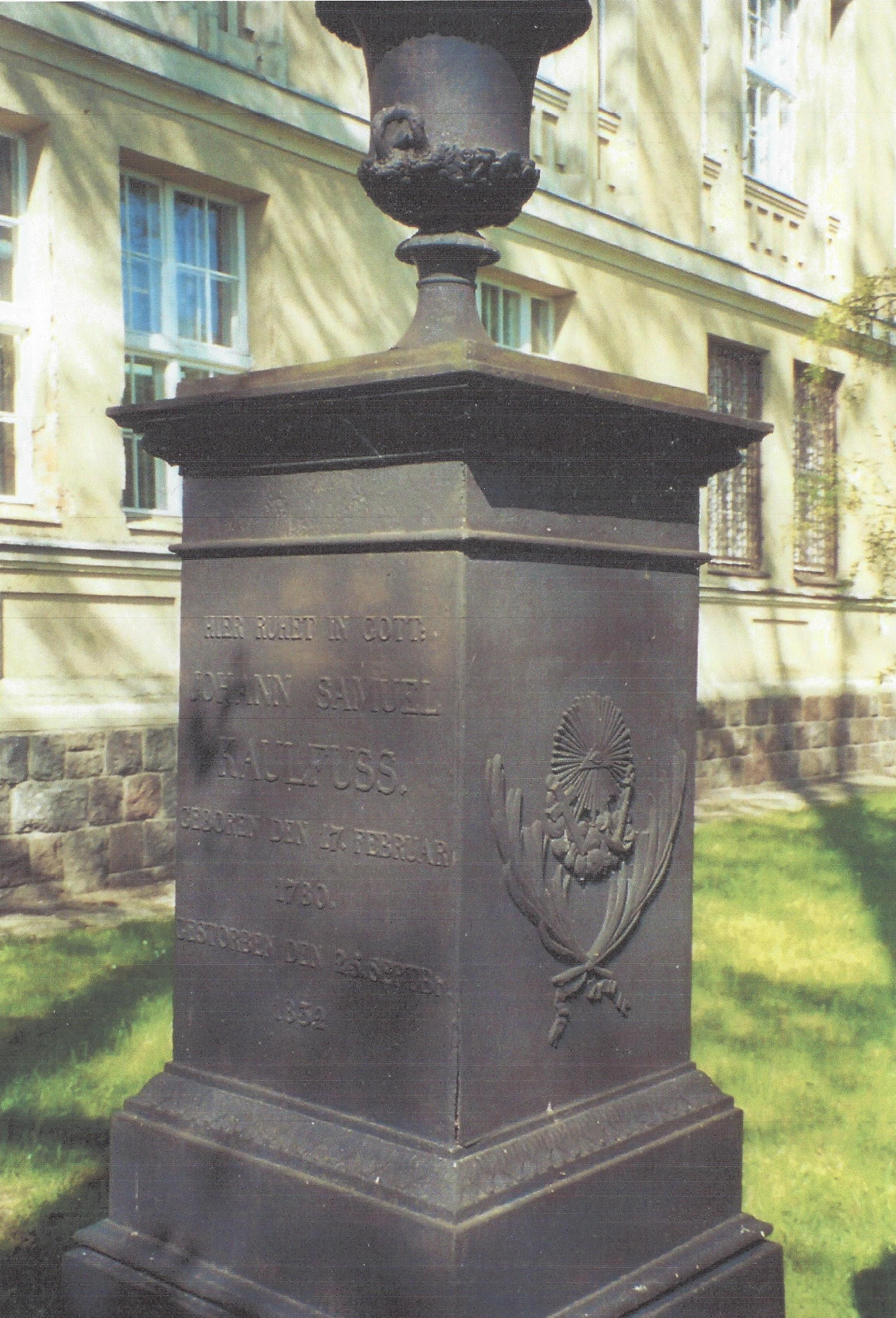
Kaulfuß-Denkmal vor der Schule

Nach dem Siebenjährigen Krieg blühte die Schule wieder auf und erhielt 1772 den Namen „Fürstlich Hedwigsches Gymnasium“. Der kgl. preußische Kabinettsminister Graf Ewald von Hertzberg unterstützte die Schule persönlich und finanziell. Er veranlasste Friedrich den Großen zu erheblichen Geldzuwendungen für einen Schulneubau und den Lehrkörper.
1790 wurde dem Gymnasium das Recht auf Zulassung zur Hochschule gewährt. Bei gut 120 Schülern wurde 1792 das erste Abitur abgenommen. Die Krone Preußens verlieh der Schule 1798 den Namen Königliches Fürstin-Hedwig-Gymnasium. 1813 lösten sich Sekunda und Prima auf, weil alle Schüler in die Befreiungskriege zogen. 1821 erließ Friedrich Wilhelm III. eine Kabinettsorder, mit der eine Verlegung der Schule endgültig abgelehnt und ihre finanzielle Sicherung bestätigt wurde. Als der Direktor Johann Samuel Kaulfuß 1832 starb, hatte die Schule über 200 Schüler. 
1913 wurde der Neubau am Streitzigsee eröffnet. Im Ersten Weltkrieg verlor das Gymnasium viele Lehrer und Schüler.

### Mädchen und Führer
Nachdem 1926 ein Realschulzweig eingerichtet worden war, hieß die Schule ab 1930 Staatliches Fürstin-Hedwig-Gymnasium und Realgymnasium zu Neustettin. 1933 wurden das Führerprinzip eingeführt und die alten Schülervereine aufgelöst. Sie waren zwischen 1858 und 1895 gegründet worden: Gedankenspäne (Literatur und Theater), Hedwigia (Gesang und Instrumentalmusik) und Concordia (Turnen und Rudern).
Als 1937 der letzte Oberstudiendirektor eingesetzt wurde, hatte die Schule 20 Lehrer und um die 250 Schüler, davon ein Drittel Mädchen. 1938 zur Staatlichen Oberschule für Jungen umgewandelt, verlor sie im Zweiten Weltkrieg fünf Lehrer und wieder viele Schüler. Ende 1944 wurde der Schulbetrieb eingestellt. Die Schlacht um Ostpommern, die Besetzung Neustettins durch die Rote Armee im Februar 1945 und Flucht und Vertreibung der Einwohner Neustettins beendeten die 300-jährige Geschichte der Schule.

### Nachleben

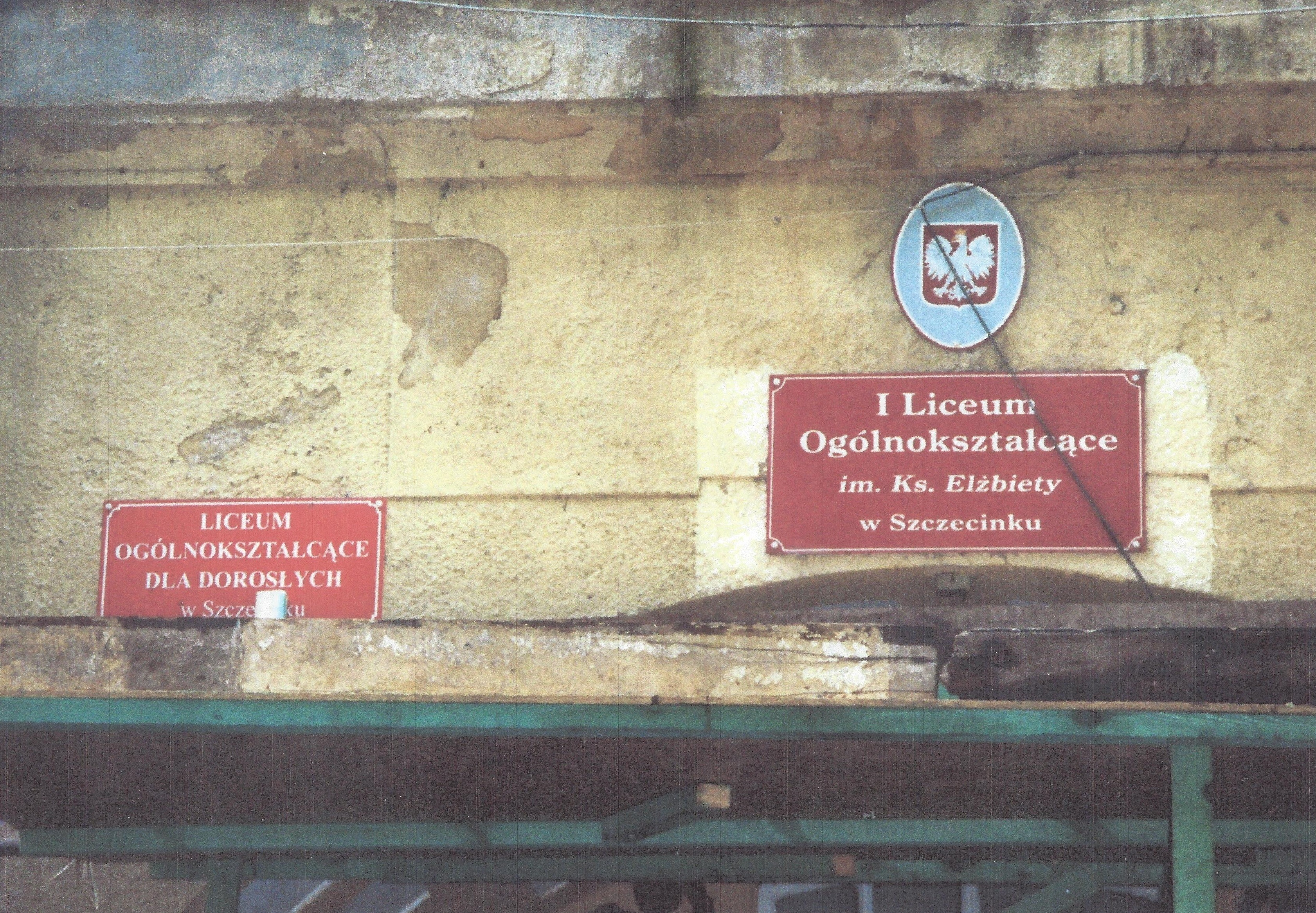
Schilder des Fürstin-Elisabeth-Lyzeums

In der Bundesrepublik Deutschland gründeten Ehemalige 1959 eine Fürstin-Hedwig-Schülervereinigung. Diese zählte zeitweise bis zu 700 Mitglieder. 2013 waren es noch 150 Mitglieder. Ende September 2014 löste sich die Vereinigung auf.
Im Gebäude der Fürstin-Hedwig-Schule befindet sich heute das polnische Fürstin-Elisabeth-Lyzeum, benannt nach Elisabeth von Polen. Im Jahre 2013 stellte die Fürstin-Hedwig-Schülervereinigung vor dem Gebäude einen Gedenkstein mit der deutschen und polnischen Inschrift „In Memoriam Fürstin-Hedwig-Gymnasium 1640–1945“ auf.

## Direktoren
- 1824–1832: Johann Samuel Kaulfuß
- 1833–1842: Adolf Giesebrecht
- 1844–1861: Friedrich Röder
- 1861–1879: Hermann Friedrich Christoph Lehmann

## Schüler
- Arthur Zechlin (1849–1939), Schulmann, Landespolitiker und pommerscher Regionalhistoriker
- Alexander Beer (1873–1944), Architekt und Opfer des Holocaust
- Otto Autrum (1877–1944), Präsident der Reichspostdirektion Königsberg
- Paulus Hinz (1899–1988), letzter Domprediger in Kolberg und Superintendent in Halberstadt